# Toy District (Los Angeles)
Toy District – dzielnica we wschodniej części śródmieścia (downtown) Los Angeles, w Kalifornii, w USA o powierzchni 0,37 km² i liczbie ludności 5481. Toy District wyłoniła się w latach 70. Znana jest z dużej liczby niewielkich sklepów z elektroniką, płytami DVD, a także z zabawkami.

## Położenie
Toy District ograniczone jest ulicami: 3rd Street, San Pedro Street, 5th Street i Los Angeles Street. Od zachodu graniczy z Historic Core.